# Mischoserphus arcuator
Mischoserphus arcuator is een vliesvleugelig insect uit de familie van de Proctotrupidae. De wetenschappelijke naam van de soort is voor het eerst geldig gepubliceerd in 1950 door Stelfox.